# 辻谷エミリ
辻谷 エミリ（つじたに エミリ、1998年4月27日 - ）は日本の元グラビアアイドル。
フィットに所属していた。

## 人物
東京都出身。血液型A型。身長155 cm。B83・W53・H82。靴のサイズ22.5。
特技は場の空気を変にすること、ネイル、高速瞬き。趣味はぬいぐるみと話すことと一人カラオケ。

## 出演

### テレビ
- テレビ東京「ゴッドタン」 (2020)
- 朝日放送テレビ「トリニクって何の肉!?」 (2020)

### 雑誌
- 集英社「週刊プレイボーイ」
- 白泉社「ヤングアニマル」
- 小学館「sabra net」
- 光文社「FLASH」
- トランスワールドジャパン「PEACE COMBAT（ピースコンバット）」(2020)

### WEB
- ABEMA「チャンスの時間」 (2020)

### PV
- グラビティ 10th SINGLE「ひっつき虫」 (2021)

### イベント
- 「フレッシュ！スペシャルプール大撮影会」 (2021)

### その他
- 集英社「週刊プレイボーイ『グラドル120人の特典‼DVD』」 (2021)
- GMO スマートフォンゲーム「スターガールズグランプリ」 (2021)
- 三栄書房「clicccar」Webモデル